# Leptosphaeria empetri
Leptosphaeria empetri är en svampart som först beskrevs av Elias Fries, och fick sitt nu gällande namn av Winter. Leptosphaeria empetri ingår i släktet Leptosphaeria och familjen Leptosphaeriaceae.   Inga underarter finns listade i Catalogue of Life.